# Hermann Felsner
Hermann Felsner (Vienna, 1º aprile 1889 – Graz, 6 febbraio 1977) è stato un calciatore e allenatore di calcio austriaco.

## Biografia
Terminata la carriera di allenatore, Felsner tornò in patria, a Graz, dove morì nel febbraio del 1977, all'età di 87 anni.

## Carriera

### Giocatore
Ex giocatore del Wiener Sport-Club, dovette concludere la carriera da calciatore per via di un incidente.

### Allenatore

#### L'epopea del Bolognache tremare il mondo fa
Nel 1920 fu chiamato dal Bologna in maniera abbastanza curiosa: quando il consiglio rossoblù decise di ingaggiare un allenatore professionista, non v'era stato il minimo dubbio che il campo di ricerca dovesse circoscriversi a Vienna, la capitale del calcio tecnicamente più raffinato, quello del Wunderteam che deliziava le folle di tutta Europa. Il presidente del Bologna, Cesare Medica, mise una inserzione su un popolare quotidiano viennese, tra gli annunci economici. Risposero in diversi e allora Arrigo Gradi fu mandato in missione a Vienna. Lo storico fondatore del Bologna scelse Felsner: laureato in giurisprudenza, istruttore di ginnastica, aveva frequentato due corsi in Inghilterra per specializzarsi nel calcio, che amava e nel quale voleva affermarsi come allenatore. Uomo di spiccata personalità, molto sicuro di sé, pretese un lauto ingaggio. Nei libri contabili del Bologna fu riportato: «25 settembre 1920, rimborso spese a Gradi per viaggio a Vienna per assunzione trainer, lire 1183,65» e, più avanti: «Felsner, stipendio primo trimestre 1921, lire 6927»; all'epoca, una cifra molto elevata.
(Il Calcio, 1924)

Felsner (al centro, primo da sinistra) allenatore del Bologna campione d'Italia nel 1928-1929

Al suo arrivo a Bologna spiazzò tutti: nessuno della società era ad attenderlo in stazione; se lo videro arrivare nell'allora sede al "caffè del Corso", in bombetta, palamidone e calzoni alla zuava. Portava anche il monocolo e il pince-nez. Appena lo videro all'opera, i dirigenti del club si resero subito conto di una scelta azzeccata. L'allenatore austriaco si rivelò una svolta storica per la squadra rossoblù: gli allenamenti cominciarono ad essere molto duri, la cura dei fondamentali e della tattica applicati in maniera maniacale. I giocatori del Bologna, quasi tutti studenti o lavoratori, furono sfiancati in infiniti giri di campo, ed esercitati palleggiando per ore contro i muri del vecchio Stadio Sterlino. Il Bologna diventò così non solo una compagine forte e quadrata, ma tecnicamente anche una squadra raffinata, di classica impostazione danubiana. Felsner rivelò una grande conoscenza calcistica, e studiava i propri giocatori nei particolari: promosse come centromediano Gastone Baldi (fino ad allora mediocre terzino), ruolo che esaltò le sue grandi qualità tecniche facendolo arrivare in Nazionale. Anche Felice Gasperi subì una sorte simile: da attaccante delle formazioni giovanili, nelle quali faceva coppia con Schiavio, fu spostato da Felsner a terzino. Gasperi, in quella posizione, rimase una colonna del Bologna per diciassette anni.
(Hermann Felsner)
La squadra, grazie anche all'esplosione di una formidabile nidiata di talenti (Baldi, Cesare Alberti, Della Valle, Genovesi, Schiavio e Gasperi), quasi tutti cresciuti alla scuola dall'italo-argentino Angelo Badini, e all'acquisto di Perin dal Modena nel 1919-20, fece il salto di qualità che la portò ad essere protagonista assoluta in campionato. Finalista dei gironi regionali del Nord (che davano accesso alla finalissima nazionale contro le squadre dei gironi del Sud) contro la Pro Vercelli nel 1920-21, persa 2-1 non senza polemiche. Di nuovo in finale di Lega Nord nel 1923-24, sconfitti dal Genoa. Nel 1924-25 il primo storico scudetto, dopo le cinque finali contro il Genoa. Nel 1925-26 nuovamente sconfitti in finale di Lega Nord, questa volta ad opera della Juventus. Nel 1927 secondi dietro al Torino, il campionato dello scudetto revocato alla squadra granata ma mai assegnato alla squadra seconda classificata. Nel 1928-29, secondo scudetto per il Bologna guidato dal "mago" austriaco, vinto in tre partite contro il Torino. Era nato "lo squadrone che tremare il mondo fa", e la popolarità di Felsner era all'apice. A Bologna lo chiamavano "il mago", oppure "il dottore", per via della sua laurea e per la sua scienza calcistica. Il mediano Genovesi lo chiamava, confidenzialmente, "l'umazz", l'omaccio in bolognese, per via dell'imponente statura.

#### Fiorentina

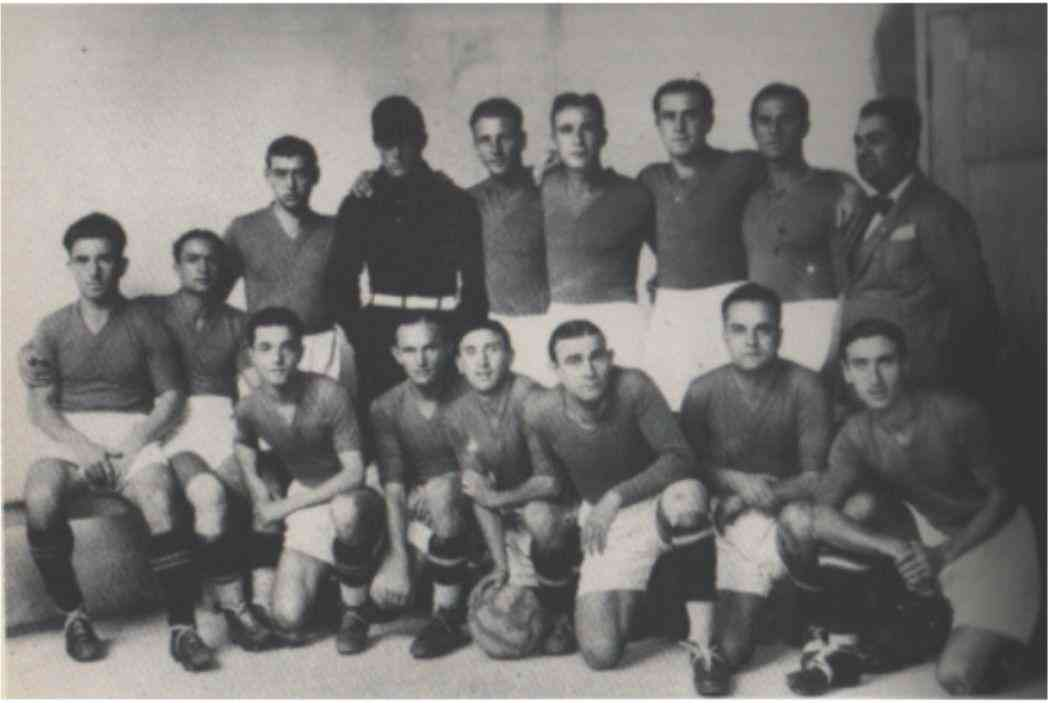
La Fiorentina 1931-1932 di Felsner, alla sua prima stagione in Serie A.

Nel 1931 decise di andare ad allenare la Fiorentina, ma con la squadra gigliata ebbe poca fortuna. Ottenne un quarto posto nel 1931-32, e un quinto posto nel campionato 1932-33.

#### Sampierdarenese, Genova 1893 e Milan
Nel 1933, esonerato dai viola, fu scelto dalla Sampierdarenese, squadra dalla quale anni più tardi nacque l'attuale Sampdoria. Con la squadra ligure Felsner rimase per tre anni, culminati nella storica promozione in Serie A nel 1933-1934.
Nel 1936 passò ai rivali storici del Genova 1893 con il quale al primo tentativo riuscì a vincere la Coppa Italia nel 1936-1937. Nella stagione successiva fu chiamato al Milan, e arrivò terzo in campionato e in semifinale di Coppa Italia.

#### Di nuovo campione a Bologna, gli ultimi anni a Livorno
Nel 1938 rientrò a Bologna, in sostituzione di Árpád Weisz, allenatore campione d'Italia allontanato dalla panchina a seguito delle leggi razziali fasciste. Scudetto nel 1938-39 e semifinale di Coppa dell'Europa Centrale, persa contro gli ungheresi del Ferencváros; secondo posto nel 1939-40, con scudetto perso all'ultima giornata contro l'Ambrosiana-Inter. Nel 1940-41 il Bologna fu di nuovo campione d'Italia. Era il suo quarto scudetto col Bologna. Vi rimase fino al 1941-42, con un settimo posto. Tornò in Austria nel 1942, poi nella stagione 1947-48 fu richiamato da Dall'Ara come direttore tecnico, al fianco dell'allenatore ungherese Gyula Lelovich; arrivarono ottavi.
Chiuse la carriera da allenatore nel 1950, dopo due campionati nel Livorno.

## Palmarès

### Allenatore
- Campionato italiano: 4

Bologna: 1924-1925, 1928-1929, 1938-1939, 1940-1941
- Coppa Italia: 1

Genoa: 1936-1937
- Campionato italiano di Serie B: 1

Sampierdarenese: 1933-1934